# Muratore

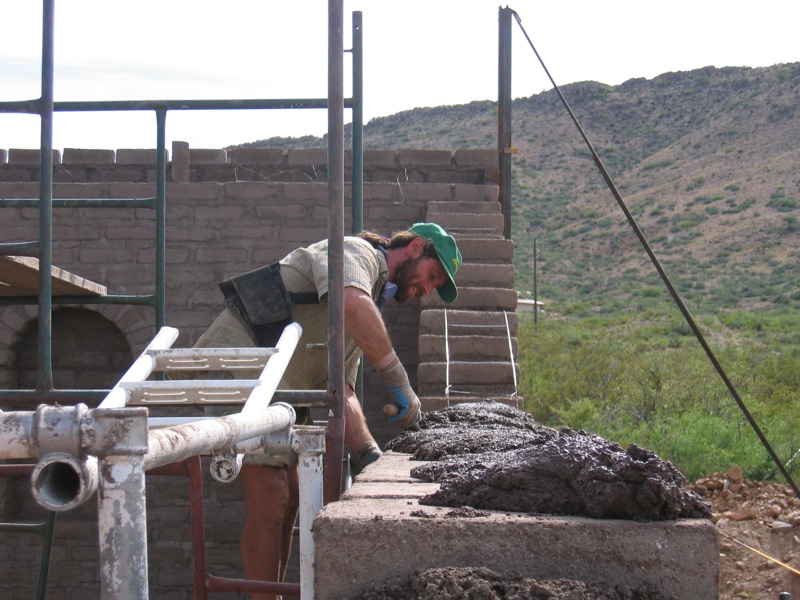
Un muratore al lavoro

Il muratore è un lavoratore specializzato nella costruzione di opere in muratura nell'ambito dell'edilizia. È uno dei mestieri più antichi e popolari al mondo, essendo stato svolto in tutte le ere e in tutti i Paesi. Il muratore costruisce grazie all'ausilio di mattoni, cemento e calcestruzzo armato opere edili.